# Selam
Selam, Salem – miasto w południowych Indiach, w stanie Tamilnadu, na wyżynie Dekan. W 2007 r. miasto to na powierzchni 102 km² zamieszkiwało 751 438 osób.

## Miasta partnerskie
- Salem, Stany Zjednoczone